# پرین (لوئیزیانا)
پرین (به انگلیسی: Prien) شهری در ایالت لوئیزیانا کشور ایالات متحده آمریکا است که جمعیت آن در سرشماری سال ۲۰۱۰ میلادی، ۷٬۸۱۰ نفر بوده‌است.